# Paolino Limongi
Paolino Limongi (* 2. Dezember 1914 in Bellona, Provinz Caserta, Italien; † 5. Dezember 1996) war ein römisch-katholischer Erzbischof und vatikanischer Diplomat.

## Leben
Paolino Limongi empfing am 18. Juli 1937 das Sakrament der Priesterweihe.
Am 15. August 1963 ernannte ihn Papst Paul VI. zum Titularerzbischof von Nicaea Parva und bestellte ihn zum Apostolischen Nuntius in Costa Rica. Paul VI. spendete ihm am 20. Oktober desselben Jahres die Bischofsweihe; Mitkonsekratoren waren der Sekretär der Kongregation für die Evangelisierung der Völker, Kurienerzbischof Pietro Sigismondi, und Kurienerzbischof Sergio Pignedoli.
Am 9. Juli 1969 wurde Paolino Limongi Apostolischer Pro-Nuntius im Iran. Im März 1971 trat Limongi als Pro-Nuntius im Iran zurück.
Paolino Limongi nahm an der zweiten, dritten und vierten Sitzungsperiode des Zweiten Vatikanischen Konzils teil.